# Copa Mundial de Fútbol Sub-17 de 1993
La quinta edición de la Copa Mundial de Fútbol Sub-17 se llevó a cabo en seis ciudades de Japón: Tokio, Hiroshima, Kioto, Kōbe, Nagoya y Gifu, entre el 21 de agosto y el 4 de septiembre de 1993. El torneo contó con jugadores nacidos después del 1 de agosto de 1976.

## Sedes
| Japón                                  | Japón                                   | Japón                                      | Japón                                     |
| -------------------------------------- | --------------------------------------- | ------------------------------------------ | ----------------------------------------- |
| Tokio Hiroshima Kobe Kioto Nagoya Gifu | Kioto                                   | Gifu                                       | Tokio                                     |
| Tokio Hiroshima Kobe Kioto Nagoya Gifu | Estadio Nishikyogoku Capacidad: 20.700  | Estadio Gifu Nagaragawa Capacidad: 31.000  | Estadio Olímpico Capacidad: 60.000        |
| Tokio Hiroshima Kobe Kioto Nagoya Gifu |                                         |                                            |                                           |
| Tokio Hiroshima Kobe Kioto Nagoya Gifu | Hiroshima                               | Kōbe                                       | Nagoya                                    |
| Tokio Hiroshima Kobe Kioto Nagoya Gifu | Estadio del Gran Arco Capacidad: 50.000 | Kobe Universiade Stadium Capacidad: 45.000 | Estadio Atlético Mizuho Capacidad: 27.000 |
| Tokio Hiroshima Kobe Kioto Nagoya Gifu |                                         |                                            |                                           |

## Equipos participantes
En cursiva, los equipos debutantes en la Copa Mundial de Fútbol Sub-17.
| Argentina      | Chile          | Colombia | Nigeria |
| Australia      | China          | Italia   | Polonia |
| Canadá         | Estados Unidos | Japón    | Catar   |
| Checoslovaquia | Ghana          | México   | Túnez   |

## Resultados

### Primera fase

#### Grupo A
| Equipo | Pts | PJ | PG | PE | PP | GF | GC | Dif |
| ------ | --- | -- | -- | -- | -- | -- | -- | --- |
| Ghana  | 6   | 3  | 3  | 0  | 0  | 9  | 1  | 8   |
| Japón  | 3   | 3  | 1  | 1  | 1  | 2  | 2  | 0   |
| México | 2   | 3  | 1  | 0  | 2  | 4  | 7  | -3  |
| Italia | 1   | 3  | 0  | 1  | 2  | 1  | 6  | -5  |

| 21 de agosto de 1993, 19:30 | Japón | 0:1 (0:1) | Ghana     | Estadio Olímpico, Tokio                                      |                                                              |
|                             |       |           | Fameye 5' | Asistencia: 21.300 espectadores Árbitro(s): Javier Castrilli | Asistencia: 21.300 espectadores Árbitro(s): Javier Castrilli |

| 22 de agosto de 1993, 19:00 | Italia   | 1:2 (0:1) | México                      | Kobe Universiade Stadium, Kōbe                              |                                                             |
|                             | Totti 57 |           | Santa Cruz 38' · García 69' | Asistencia: 2.000 espectadores Árbitro(s): John Toro Rendón | Asistencia: 2.000 espectadores Árbitro(s): John Toro Rendón |

| 24 de agosto de 1993, 19:00 | Japón | 0:0 (0:0) | Italia | Kobe Universiade Stadium, Kōbe                                 |  |
|                             |       |           |        | Asistencia: 9.000 espectadores Árbitro(s): Jean-Fidele Diramba |  |

| 24 de agosto de 1993, 17:00 | Ghana                                 | 4:1 (1:0) | México         | Kobe Universiade Stadium, Kōbe                          |                                                         |
|                             | Dadzie 38', 62' · Addo 52' · Duah 77' |           | Santa Cruz 56' | Asistencia: 9.000 espectadores Árbitro(s): Eric Blareau | Asistencia: 9.000 espectadores Árbitro(s): Eric Blareau |

| 26 de agosto de 1993, 19:00 | Japón                      | 2:1 (1:1) | México    | Kobe Universiade Stadium, Kōbe                              |                                                             |
|                             | Funakoshi 6' · Matsuda 58' |           | García 7' | Asistencia: 7.500 espectadores Árbitro(s): Javier Castrilli | Asistencia: 7.500 espectadores Árbitro(s): Javier Castrilli |

| 26 de agosto de 1993, 17:00 | Ghana                                         | 4:0 (3:0) | Italia | Kobe Universiade Stadium, Kōbe                              |                                                             |
|                             | Duah 22' · Addo 29' · Fameye 32' · Dadzie 71' |           |        | Asistencia: 7.500 espectadores Árbitro(s): John Toro Rendón | Asistencia: 7.500 espectadores Árbitro(s): John Toro Rendón |

#### Grupo B
| Equipo    | Pts | PJ | PG | PE | PP | GF | GC | Dif |
| --------- | --- | -- | -- | -- | -- | -- | -- | --- |
| Nigeria   | 6   | 3  | 3  | 0  | 0  | 14 | 0  | 14  |
| Australia | 3   | 3  | 1  | 1  | 1  | 7  | 4  | 3   |
| Argentina | 3   | 3  | 1  | 1  | 1  | 7  | 6  | 1   |
| Canadá    | 0   | 3  | 0  | 0  | 3  | 0  | 18 | -18 |

| 22 de agosto de 1993, 17:00 | Australia                   | 2:2 (2:1) | Argentina                | Estadio Atlético Mizuho, Nagoya                         |                                                         |
|                             | Naglieri 6' · Ristevski 27' |           | Grande 34' · Biagini 57' | Asistencia: 7.952 espectadores Árbitro(s): Anders Frisk | Asistencia: 7.952 espectadores Árbitro(s): Anders Frisk |

| 22 de agosto de 1993, 19:00 | Canadá | 0:8 (0:3) | Nigeria                                                                  | Estadio Atlético Mizuho, Nagoya                                |                                                                |
|                             |        |           | Kanu 1' 24' 65' (pen.) · Anosike 36' 68' · Babangida 43' 77' · Odini 76' | Asistencia: 7.952 espectadores Árbitro(s): Salvador Imperatore | Asistencia: 7.952 espectadores Árbitro(s): Salvador Imperatore |

| 24 de agosto de 1993, 17:00 | Australia                                        | 5:0 (2:0) | Canadá | Estadio Atlético Mizuho, Nagoya                          |                                                          |
|                             | Carter 5' 12' · Bilokavić 48' 55' · Bosevski 68' |           |        | Asistencia: 6.810 espectadores Árbitro(s): Sandor Piller | Asistencia: 6.810 espectadores Árbitro(s): Sandor Piller |

| 24 de agosto de 1993, 19:00 | Argentina | 0:4 (0:0) | Nigeria                                | Estadio Atlético Mizuho, Nagoya                         |                                                         |
|                             |           |           | Oruma 60' 79' · Anosike 62' · Kanu 66' | Asistencia: 6.810 espectadores Árbitro(s): Anders Frisk | Asistencia: 6.810 espectadores Árbitro(s): Anders Frisk |

| 26 de agosto de 1993, 17:00 | Australia | 0:2 (0:0) | Nigeria              | Estadio Gifu Nagaragawa, Gifu                                  |                                                                |
|                             |           |           | Kanu 51' · Oruma 68' | Asistencia: 5.732 espectadores Árbitro(s): Salvador Imperatore | Asistencia: 5.732 espectadores Árbitro(s): Salvador Imperatore |

| 26 de agosto de 1993, 19:00 | Argentina                                                             | 5:0 (3:0) | Canadá | Estadio Gifu Nagaragawa, Gifu                            |                                                          |
|                             | Vilariño 13' · Domínguez 24' · Grande 33' · Biagini 61' · Cantoro 70' |           |        | Asistencia: 5.732 espectadores Árbitro(s): Sandor Piller | Asistencia: 5.732 espectadores Árbitro(s): Sandor Piller |

#### Grupo C
| Equipo         | Pts | PJ | PG | PE | PP | GF | GC | Dif |
| -------------- | --- | -- | -- | -- | -- | -- | -- | --- |
| Checoslovaquia | 5   | 3  | 2  | 1  | 0  | 7  | 3  | 4   |
| Estados Unidos | 3   | 3  | 1  | 1  | 1  | 8  | 5  | 3   |
| Colombia       | 2   | 3  | 1  | 0  | 2  | 3  | 6  | -3  |
| Catar          | 2   | 3  | 1  | 0  | 2  | 3  | 7  | -4  |

| 22 de agosto de 1993, 17:00 | Colombia | 0:2 (0:1) | Catar             | Estadio Nishikyogoku, Kioto                                 |                                                             |
|                             |          |           | Al-Otaibi 10' 66' | Asistencia: 4.500 espectadores Árbitro(s): Benito Archundia | Asistencia: 4.500 espectadores Árbitro(s): Benito Archundia |

| 22 de agosto de 1993, 19:00 | Estados Unidos           | 2:2 (1:1) | Checoslovaquia         | Estadio Nishikyogoku, Kioto                            |                                                        |
|                             | Venditti 12' · Armas 52' |           | Sionko 37' · Ruman 42' | Asistencia: 4.500 espectadores Árbitro(s): Alhagi Faye | Asistencia: 4.500 espectadores Árbitro(s): Alhagi Faye |

| 24 de agosto de 1993, 17:00 | Colombia                   | 2:1 (1:0) | Estados Unidos | Estadio Nishikyogoku, Kioto                                   |                                                               |
|                             | Ciciliano 24' · Madrid 87' |           | Cooks 86'      | Asistencia: 8.200 espectadores Árbitro(s): José Mendes Pratas | Asistencia: 8.200 espectadores Árbitro(s): José Mendes Pratas |

| 24 de agosto de 1993, 19:00 | Catar | 0:2 (0:1) | Checoslovaquia               | Estadio Nishikyogoku, Kioto                            |                                                        |
|                             |       |           | Spanik 8' (pen.) · Ruman 78' | Asistencia: 8.200 espectadores Árbitro(s): Alhagi Faye | Asistencia: 8.200 espectadores Árbitro(s): Alhagi Faye |

| 26 de agosto de 1993, 17:00 | Colombia      | 1:3 (0:1) | Checoslovaquia                      | Estadio Nishikyogoku, Kioto                                 |                                                             |
|                             | Ciciliano 66' |           | Vápeník 28' · Rada 56' · Novota 77' | Asistencia: 3.700 espectadores Árbitro(s): Benito Archundia | Asistencia: 3.700 espectadores Árbitro(s): Benito Archundia |

| 26 de agosto de 1993, 19:00 | Catar        | 1:5 (0:2) | Estados Unidos                               | Estadio Nishikyogoku, Kioto                                   |                                                               |
|                             | Al-Enazi 55' |           | Venditti 13' · Moore 14' · Cooks 47' 53' 72' | Asistencia: 3.700 espectadores Árbitro(s): José Mendes Pratas | Asistencia: 3.700 espectadores Árbitro(s): José Mendes Pratas |

#### Grupo D
| Equipo  | Pts | PJ | PG | PE | PP | GF | GC | Dif |
| ------- | --- | -- | -- | -- | -- | -- | -- | --- |
| Polonia | 5   | 3  | 2  | 1  | 0  | 8  | 4  | 4   |
| Chile   | 4   | 3  | 1  | 2  | 0  | 7  | 5  | 2   |
| Túnez   | 2   | 3  | 1  | 0  | 2  | 2  | 5  | -3  |
| China   | 1   | 3  | 0  | 1  | 2  | 2  | 5  | -3  |

| 22 de agosto de 1993, 17:00 | Chile                    | 2:2 (0:1) | China            | Estadio del Gran Arco, Hiroshima                      |                                                       |
|                             | Neira 62' · Rozental 67' |           | Yu 18' · Yao 60' | Asistencia: 1.608 espectadores Árbitro(s): Brian Hall | Asistencia: 1.608 espectadores Árbitro(s): Brian Hall |

| 22 de agosto de 1993, 19:00 | Túnez      | 1:3 (0:1) | Polonia                                           | Estadio del Gran Arco, Hiroshima                           |                                                            |
|                             | Arouri 54' |           | Kosztowniak 26' · Terlecki 57' · Wyczalkowski 79' | Asistencia: 1.608 espectadores Árbitro(s): Omar Al Mehanna | Asistencia: 1.608 espectadores Árbitro(s): Omar Al Mehanna |

| 24 de agosto de 1993, 17:00 | Chile                | 2:0 (1:0) | Túnez | Estadio del Gran Arco, Hiroshima                            |                                                             |
|                             | Tapia 4' · Neira 48' |           |       | Asistencia: 1.503 espectadores Árbitro(s): Shinichiro Obata | Asistencia: 1.503 espectadores Árbitro(s): Shinichiro Obata |

| 24 de agosto de 1993, 19:00 | China | 0:2 (0:0) | Polonia                           | Estadio del Gran Arco, Hiroshima                           |                                                            |
|                             |       |           | Kosztowniak 48' · Andruszczak 78' | Asistencia: 1.503 espectadores Árbitro(s): Omar Al Mehanna | Asistencia: 1.503 espectadores Árbitro(s): Omar Al Mehanna |

| 26 de agosto de 1993, 17:00 | Chile                                        | 3:3 (1:2) | Polonia                            | Estadio del Gran Arco, Hiroshima                            |                                                             |
|                             | Osorio 38' · Rozental 61' (pen.) · Neira 67' |           | Orliński 14', 34' · Wichniarek 43' | Asistencia: 4.851 espectadores Árbitro(s): Shinichiro Obata | Asistencia: 4.851 espectadores Árbitro(s): Shinichiro Obata |

| 26 de agosto de 1993, 19:00 | China | 0:1 (0:1) | Túnez      | Estadio del Gran Arco, Hiroshima                        |                                                         |
|                             |       |           | Arouri 23' | Asistencia: 4.851 espectadores Árbitro(s): Eric Blareau | Asistencia: 4.851 espectadores Árbitro(s): Eric Blareau |

### Segunda fase
|  | Cuartos de final                              | Cuartos de final                                |                                           |         | Semifinales            | Semifinales            |  |  | Final                                     | Final |
|  |                                               |                                                 |                                           |         |                        |                        |  |  |                                           |       |
|  | 29 de agosto – Estadio Nishikyogoku, Kioto    |                                                 |                                           |         |                        |                        |  |  |                                           |       |
|  |                                               |                                                 |                                           |         |                        |                        |  |  |                                           |       |
|  | Chile                                         | 4                                               |                                           |         |                        |                        |  |  |                                           |       |
|  | Chile                                         | 4                                               | 1 de septiembre – Estadio Olímpico, Tokio |         |                        |                        |  |  |                                           |       |
|  | Checoslovaquia                                | 1                                               |                                           |         |                        |                        |  |  |                                           |       |
|  | Checoslovaquia                                | 1                                               | Chile                                     | 0       |                        |                        |  |  |                                           |       |
|  | 29 de agosto – Kobe Universiade Stadium, Kobe |                                                 | Chile                                     | 0       |                        |                        |  |  |                                           |       |
|  |                                               | Ghana                                           | 3                                         |         |                        |                        |  |  |                                           |       |
|  | Ghana (pró.)                                  | Ghana                                           | 3                                         | 1       |                        |                        |  |  |                                           |       |
|  | Ghana (pró.)                                  |                                                 | 4 de septiembre – Estadio Olímpico, Tokio | 1       |                        |                        |  |  |                                           |       |
|  | Australia                                     | 0                                               |                                           |         |                        |                        |  |  |                                           |       |
|  | Australia                                     | 0                                               | Ghana                                     | 1       |                        |                        |  |  |                                           |       |
|  | 29 de agosto – Estadio Gifu Nagaragawa, Gifu  |                                                 | Ghana                                     | 1       |                        |                        |  |  |                                           |       |
|  |                                               | Nigeria                                         | 2                                         |         |                        |                        |  |  |                                           |       |
|  | Nigeria                                       | Nigeria                                         | 2                                         | 2       |                        |                        |  |  |                                           |       |
|  | Nigeria                                       | 1 de septiembre – Hiroshima Big Arch, Hiroshima |                                           | 2       |                        |                        |  |  |                                           |       |
|  | Japón                                         | 1                                               |                                           |         |                        |                        |  |  |                                           |       |
|  | Japón                                         | 1                                               | Nigeria                                   | 2       | Tercer y cuarto puesto | Tercer y cuarto puesto |  |  |                                           |       |
|  | 29 de agosto – Hiroshima Big Arch, Hiroshima  |                                                 | Nigeria                                   | 2       | Tercer y cuarto puesto | Tercer y cuarto puesto |  |  |                                           |       |
|  |                                               | Polonia                                         | 1                                         |         |                        |                        |  |  |                                           |       |
|  | Polonia                                       | Polonia                                         | 1                                         | 3       | Chile (pen.)           | 1 (4)                  |  |  |                                           |       |
|  | Polonia                                       |                                                 |                                           | 3       | Chile (pen.)           | 1 (4)                  |  |  |                                           |       |
|  | Estados Unidos                                | 0                                               |                                           | Polonia | 1 (2)                  |                        |  |  |                                           |       |
|  | Estados Unidos                                | 0                                               |                                           |         | 1 (2)                  |                        |  |  |                                           |       |
|  |                                               |                                                 |                                           |         |                        |                        |  |  | 4 de septiembre – Estadio Olímpico, Tokio |       |
|  |                                               |                                                 |                                           |         |                        |                        |  |  |                                           |       |

#### Cuartos de final
| 29 de agosto de 1993, 19:00 | Ghana    | 1:0 (0:0, 0:0) (t. s.) | Australia | Kobe Universiade Stadium, Kōbe                               |                                                              |
|                             | Addo 92' |                        |           | Asistencia: 10.000 espectadores Árbitro(s): Benito Archundia | Asistencia: 10.000 espectadores Árbitro(s): Benito Archundia |

| 29 de agosto de 1993, 19:00 | Nigeria              | 2:1 (2:0) | Japón      | Estadio Gifu Nagaragawa, Gifu                             |                                                           |
|                             | Oruma 1' · Odini 40' |           | Nakata 56' | Asistencia: 19.000 espectadores Árbitro(s): Sandor Piller | Asistencia: 19.000 espectadores Árbitro(s): Sandor Piller |

| 29 de agosto de 1993, 19:00 | Checoslovaquia | 1:4 (1:2) | Chile                                           | Estadio Nishikyogoku, Kioto                                    |                                                                |
|                             | Ruman 40'      |           | Rozental 11' (pen.) · Tapia 31' · Neira 65' 66' | Asistencia: 7.500 espectadores Árbitro(s): Jean-Fidèle Diramba | Asistencia: 7.500 espectadores Árbitro(s): Jean-Fidèle Diramba |

| 29 de agosto de 1993, 19:00 | Polonia                                      | 3:0 (1:0) | Estados Unidos | Estadio del Gran Arco, Hiroshima                            |                                                             |
|                             | Terlecki 39' · Kosztowniak 59' · Magiera 80' |           |                | Asistencia: 2.854 espectadores Árbitro(s): John Toro Rendón | Asistencia: 2.854 espectadores Árbitro(s): John Toro Rendón |

#### Semifinales
| 1 de septiembre de 1993, 19:00 | Ghana                             | 3:0 (1:0) | Chile | Estadio Olímpico, Tokio                                 |                                                         |
|                                | Fameye 29' · Armah 48' · Duah 80' |           |       | Asistencia: 7.500 espectadores Árbitro(s): Anders Friks | Asistencia: 7.500 espectadores Árbitro(s): Anders Friks |

| 1 de septiembre de 1993, 19:00 | Nigeria                 | 2:1 (0:0) | Polonia        | Estadio del Gran Arco, Hiroshima                            |                                                             |
|                                | Oruma 52' · Anosike 57' |           | Szymkowiak 79' | Asistencia: 2.500 espectadores Árbitro(s): Benito Archundia | Asistencia: 2.500 espectadores Árbitro(s): Benito Archundia |

#### Tercer Lugar
| 4 de septiembre de 1993, 16:30 | Chile                           | 1:1 (1:1, 0:1) (t. s.)(4:2 p.) | Polonia                                 | Estadio Olímpico, Tokio                                     |                                                             |
|                                | Rozental 77' (pen.)             | Reporte                        | Poli 26' (a.g.)                         | Asistencia: 15.000 espectadores Árbitro(s): Omar Al Mehanna | Asistencia: 15.000 espectadores Árbitro(s): Omar Al Mehanna |
|                                |                                 | Tiros desde el punto penal     |                                         |                                                             |                                                             |
|                                | Lobos · Tapia · Galaz · Garrido |                                | Thiede · Wichniarek · Drajer · Kukiełka |                                                             |                                                             |

#### Final
| 4 de septiembre de 1993, 19:30 | Ghana      | 1:2 (0:1) | Nigeria                | Estadio Olímpico, Tokio                                      |                                                              |
|                                | Fameye 80' | Reporte   | Oruma 3' · Anosike 75' | Asistencia: 22.000 espectadores Árbitro(s): Javier Castrilli | Asistencia: 22.000 espectadores Árbitro(s): Javier Castrilli |

#### Campeón
| Nigeria                   |
| Campeón Nigeria 2° título |

## Posiciones Finales
| Equipo | Equipo         | Pts | PJ | PG | PE | PP | GF | GC | Dif |
| ------ | -------------- | --- | -- | -- | -- | -- | -- | -- | --- |
| 1      | Nigeria        | 12  | 6  | 6  | 0  | 0  | 20 | 3  | +17 |
| 2      | Ghana          | 10  | 6  | 5  | 0  | 1  | 14 | 3  | +11 |
| 3      | Chile          | 7   | 6  | 2  | 3  | 1  | 12 | 10 | +2  |
| 4      | Polonia        | 8   | 6  | 3  | 2  | 1  | 13 | 7  | +6  |
| 5      | Checoslovaquia | 5   | 4  | 2  | 1  | 1  | 8  | 7  | +1  |
| 6      | Australia      | 3   | 4  | 1  | 1  | 2  | 7  | 5  | +2  |
| 7      | Estados Unidos | 3   | 4  | 1  | 1  | 2  | 8  | 8  | 0   |
| 8      | Japón          | 3   | 4  | 1  | 1  | 2  | 3  | 4  | -1  |
| 9      | Argentina      | 3   | 3  | 1  | 1  | 1  | 7  | 6  | +1  |
| 10     | México         | 2   | 3  | 1  | 0  | 2  | 4  | 7  | -3  |
| 11     | Colombia       | 2   | 3  | 1  | 0  | 2  | 3  | 6  | -3  |
| 12     | Túnez          | 2   | 3  | 1  | 0  | 2  | 2  | 5  | -3  |
| 13     | Catar          | 2   | 3  | 1  | 0  | 2  | 3  | 7  | -4  |
| 14     | China          | 1   | 3  | 0  | 1  | 2  | 2  | 5  | -3  |
| 15     | Italia         | 0   | 3  | 0  | 0  | 3  | 1  | 6  | -5  |
| 16     | Canadá         | 0   | 3  | 0  | 0  | 3  | 0  | 18 | -18 |

## Goleadores
| Jugador       | Selección | Goles |
| ------------- | --------- | ----- |
| Wilson Oruma  | Nigeria   | 6     |
| Manuel Neira  | Chile     | 5     |
| Peter Anosike | Nigeria   | 5     |
| Nwankwo Kanu  | Nigeria   | 5     |